# Resident Evil: Vendetta
Resident Evil: Vendetta (jap. バイオハザード ヴェンデッタ, Baiohazādo Vendetta für Biohazard: Vendetta) ist ein computeranimierter Film, basierend auf der Capcom Videospielserie Resident Evil. Er wurde von Capcom und Sony Pictures Entertainment Japan produziert und ist die Fortsetzung von Resident Evil: Damnation.
Der Film feierte in Japan am 27. Mai 2017 seine Premiere. Die Veröffentlichung auf DVD, Blu-ray Disc und Ultra HD Blu-ray folgte am 20. Juni 2017 in Nordamerika und am 6. September 2017 in Japan.
Der Soundtrack von Kenji Kawai erschien am 7. Juli 2017 im iTunes Store.

## Handlung
Der Kapitän der UNO-Paramilitär-Organisation BSAA (Bioterrorism Security Assessment Alliance) Chris Redfield erhält den Auftrag in Guerrero, Mexiko den Waffenhändler Glenn Arias, einen skrupellosen Geschäftemacher, der im Besitz einer sehr effektiven bio-organischen Waffe sein soll, zu liquidieren und Doktor Kathy White und ihren Sohn Zack zu befreien.
Das Team erreicht eine verlassene Hacienda und wird plötzlich von zahlreichen Zombies angegriffen, alle Kollegen Redfields kommen dabei ums Leben. Redfield schafft es, aus der Villa zu fliehen, wird aber von Glenn und dessen Assistentin Maria Gomez und deren Vater Diego, einem gen-modifizierten Mutanten attackiert. Arias begründet seine Rachegelüste an den Menschen mit einem Luftangriff der Regierung auf seine Hochzeit, bei dem seine Braut Sarah und die ganze Familie getötet wurden. Redfield überlebt und kann sich mit dem Hubschrauber, der den Trupp evakuieren soll, retten.
Vier Monate später, entwickelt die Chicagoer Professorin Rebecca Chambers ein Gegenmittel gegen ein neuartiges Virus, das sich zunehmend im Nord-Osten Amerikas ausbreitet. Als Arias davon erfährt, schickt er Maria, um das Labor und den Impfstoff zu zerstören und das Virus freizusetzen. Rebecca schafft es noch in letzter Minute, sich das Gegenmittel zu injizieren. Dabei wird sie von ehemaligen Kollegen angegriffen, die bereits zu Zombies mutiert sind. Sie kann von dem herbei geeilten Rettungskommando, angeführt von Redfield, gerettet werden. Daraufhin schließt sie sich Chris Redfield und dem Seuchenbekämpfungs-Team „Alpha“ an.
Zur Verstärkung holen sie den DSO (Division of Security Operations)-Agenten Leon S. Kennedy, der bei seinem letzten Einsatz in Washington, D.C. durch Verrat den gesamten Zug verlor, und sich nun in den Rocky Mountains niedergelassen hat. Sie werden sie von Maria und Diego überfallen und Rebecca wird gefangen genommen.
Aufgrund einer deutlichen Ähnlichkeit, die Rebecca mit Arias' verstorbener Frau Sarah hat, beabsichtigt Arias, Rebecca zu seiner Braut zu machen. Er entwickelt einen neuen Stamm des A-Virus, der Rebeccas Impfstoff widerstehen soll und injiziert ihn ihr. Chris und Leon verbünden sich nun doch und starten eine Rettungsaktion, um Arias' Plan von einem groß angelegten Angriff auf New York City zu verhindern.
Während die Mitarbeiter von Arias ihren Angriff auf die Großstadt einleiten, indem sie ein mit Viren beladenes Gas über Tanker freisetzen, schafft es das neue BSAA-Team von Leon, Chris, D.C., Damian und Nadia, die Fahrzeuge zu zerstören, das Virus einzudämmen und Maria außer Gefecht zu setzen. Damian wird dabei von Zombie-Hunden brutal enthauptet. Chris dringt in das Haus von Arias ein, besiegt Diego und rettet Rebecca. Auf der Terrasse verwickelt Chris Arias in einen Nahkampf und wirft Arias auf die Glasterrasse, dieser stirbt durch den Sturz.
Daraufhin verschmilzt Diego mit Arias zu einem neuen Tyrannenmonster, obwohl er nach der Niederlage von Chris schwer verletzt wurde. Chris hat kaum Chancen gegen den Tyrannen, bis Leon sich dem Kampf anschließt, nachdem er sich durch das Haus gekämpft und die Zombies dort besiegt hat. Mit der Unterstützung von D.C. und Nadia schaffen sie es, den Tyrannen zu fangen. Chris tötet ihn mit einem Granatenwerfer. Sie finden das Gegenmittel, das Arias aufbewahrte, und heilen damit Rebecca, bevor sie mit dem Hubschrauber wegfliegen. Maria überlebt und schwört Rache für den Tod ihres Vaters und Arias.

## Synchronisation
| Rolle            | Originalsprecher    | deutscher Sprecher  |
| ---------------- | ------------------- | ------------------- |
| Chris Redfield   | Kevin Dorman        | Stefan Günther      |
| Leon S. Kennedy  | Matthew Mercer      | Oliver Mink         |
| Rebecca Chambers | Erin Cahill         | Leslie-Vanessa Lill |
| Maria Gomez      | Cristina Valenzuela | Elisabeth Günther   |
| D.C.             | Arif S. Kinchen     | Torben Liebrecht    |
| Damian           | Arnie Pantoja       | Max Fields          |
| Nadia            | Kari Wahlgren       | Maresa Sedlmeir     |
| Patricio         | Alexander Polinsky  | Dominik Auer        |

## Produktion
Am 15. Oktober 2015 gab Marza Animation Planet bekannt, dass sie beschlossen hätten einen Film der Resident-Evil-Serie als CG-Animationsfilm in voller Länge zu drehen, der als „Neustart“ bezeichnet würde und 2017 veröffentlicht werden solle. Der Titel des in Arbeit befindlichen Resident-Evil-Films wurde am 25. März 2016 als Resident Evil: Vendetta veröffentlicht.
Der erste Trailer wurde während der Tokyo Game Show am 17. September 2016 veröffentlicht, zusammen mit neuem Filmmaterial von Resident Evil 7: Biohazard, dem damals neuesten nummerierten Titel in der Hauptspielserie.

## Einspielergebnis
In Japan spielte Resident Evil: Vendetta 150 Millionen Yen (1,35 Millionen US-Dollar), 256.320 US-Dollar im Rest der Welt. Dies entspricht Gesamteinnahmen von 1,6 Millionen US-Dollar, bei einem Budget von 100.000 US-Dollar.